# Col de Valdingarde
Le col de Valdingarde est un col de montagne situé dans le massif des Maures, dans le département du Var en France.

## Toponymie
Ce nom de Valdingarde est d'origine gothique[réf. nécessaire] ; ce qui fait penser à son ouverture vers la fin du Ve siècle, par les Wisigoths, sur le chemin de l'Espagne, poussés qu'ils étaient par les Huns.
Valdingarde est issu des termes Waldan-Inguil-Hard signifiant « Gouvernement-Epée-Virile », c'est-à-dire grosso modo « dictature »[réf. nécessaire].

## Géographie
Il se situe à 392 m d'altitude, au croisement du GR 51, et de la piste forestière DFCI no F23, dite les Cavalières ; cette piste reliait, naguère[Quand ?], Sainte-Maxime à Roquebrune-sur-Argens, avant l'ouverture de la route actuelle passant par le col du Bougnon.

## Activités
Tous les ans, au troisième week-end de novembre, le col est franchi par le rallye automobile du Var (spéciales Plan-de-la Tour vers Roquebrune-sur-Argens).
Depuis Roquebrune-sur-Argens, la piste DFCI semi-carrossable des Campons, qui relie aussi le col de Valdingarde, forme une montée longue de 10 km. Elle est utilisée pour des randos et courses de VTT.